# Reinhard Eiben
Reinhard Eiben (Crossen, 4 de diciembre de 1951) es un deportista de la RDA que compitió en piragüismo en la modalidad de eslalon.
Participó en los Juegos Olímpicos de Múnich 1972, obteniendo una medalla de oro en la prueba de C1. Ganó cuatro medallas en el Campeonato Mundial de Piragüismo en Eslalon entre los años 1973 y 1977.

## Palmarés internacional
| Juegos Olímpicos   | Juegos Olímpicos    | Juegos Olímpicos | Juegos Olímpicos |
| Año                | Lugar               | Medalla          | Competición      |
| ------------------ | ------------------- | ---------------- | ---------------- |
| 1972               | Múnich (RFA)        | Medalla de oro   | C1 individual    |
| Campeonato Mundial |                     |                  |                  |
| Año                | Lugar               | Medalla          | Competición      |
| 1973               | Muotathal (Suiza)   | Medalla de oro   | C1 individual    |
| 1973               | Muotathal (Suiza)   | Medalla de plata | C1 por equipos   |
| 1975               | Skopie (Yugoslavia) | Medalla de plata | C1 por equipos   |
| 1977               | Spittal (Austria)   | Medalla de oro   | C1 por equipos   |